# Draâ El Mizan
Draâ El Mizan è un comune dell'Algeria, situato nella provincia di Tizi Ouzou.